# 올가 수바리
올가 수바리(Olga Zubarry, 1929년 10월 30일 ~ 2012년 12월 15일)는 아르헨티나의 배우이다. 아르헨티나 영화 황금기의 대표적인 배우 중 한 명이었다.